# ليمان لو
ليمان لو (بالإنجليزية: Lyman Law)‏ هو محامي وسياسي أمريكي، ولد في 17 يوليو 1770 في نيو لندن في الولايات المتحدة، وتوفي بنفس المكان في 2 مايو 1842. انتخب عضو مجلس النواب الأمريكي.